# Henriette Henriod
Ne doit pas être confondu avec Henriette Henriot.
Pour les articles homonymes, voir Henriod.
Henriette Henriod (née en novembre 1734 à Couvet, où elle est morte en novembre 1801) est une guérisseuse neuchâteloise qui selon certaines sources serait l'inventrice d'un élixir d'absinthe à l'origine de l'utilisation de la plante comme apéritif en Europe.

## Biographie
L’origine de la recette de l’absinthe est controversée, et on cite les noms de Pierre Ordinaire  et de Henriette Henriod. Henri-Louis Pernod achète la recette en 1798,,.
Henriette Henriod fabrique l'élixir d'absinthe à partir de plantes cultivées dans son jardin, d'abord par infusion puis par distillation.